# Hermann Kochanek
Hermann Kochanek (* 7. Juli 1946 in Werl; † 24. Dezember 2002 in Köln) war ein deutscher Geistlicher (Steyler Missionare) und Professor für Pastoraltheologie an der Theologischen Hochschule Chur und an der Philosophisch-Theologischen Hochschule Sankt Augustin.

## Werdegang
Hermann Kochanek trat im Jahr 1967 bei den Steyler Missionaren ein und studierte an der ordenseigenen Hochschule in Sankt Augustin von 1969 bis 1975 Philosophie und Theologie sowie von 1974 bis 1976 Pädagogik und Germanistik an der Universität Bonn. Nach Tätigkeit in der Erwachsenenbildung wurde er 1990 an der Theologischen Fakultät der Westfälischen Wilhelms-Universität in Münster bei Dieter Emeis promoviert. Das Thema seiner Dissertation lautete: „Zur Theologie einer missionarischen Gemeinde“.
1992 begann Kochanek als Dozent seine Lehrtätigkeit an der Hochschule Sankt Augustin, seit 1996 als ordentlicher Professor. In den Jahren 1999 und 2000 dozierte er als Gastprofessor am Regionalseminar von Shanghai in China. Im Jahr 2001 wurde er zum Professor für Pastoraltheologie an der Theologischen Hochschule Chur berufen und dort mit dem Aufbau eines Pastoralinstituts betraut, dessen Eröffnung Anfang 2003 er aber nicht mehr miterlebte.
Neben seiner Tätigkeit als Hochschullehrer leitete Hermann Kochanek von 1987 bis 2001 auch die Bildungsstätte der Steyler Missionare „Arnold-Janssen-Haus“ in Sankt Augustin und gab die Vortragsreihen des Bildungshauses in Buchform heraus.
Schwerpunktmäßig befasste sich Kochanek als Pastoraltheologe mit Fragen der Religionssoziologie und Spiritualität. Dabei war es ihm vorrangiges Anliegen, ein Konzept von Seelsorge in der Erlebnisgesellschaft zu entwickeln.

## Werke (Auswahl)
- Menschenbild und Gottesbild in der Bibel, (gemeinsam mit Günter Biemer und Roland Peter Litzenburger), Kath. Bibelwerk 1981
- Spurwechsel, Knecht-Verlag 2002
- Ich habe meine eigene Religion. Sinnsuche jenseits der Kirchen, Benziger Verlag 2002